# Cardiocondyla elegans
Cardiocondyla elegans là một loài kiến thuộc chi Cardiocondyla.